# Санъиндо
Санъиндо (яп. 山陰道 Санъиндо:, букв. «Регион тёмных гор») — старая японская административная единица. Один из семи древних «путей» по системе Гокиситидо (VII век). Название «Регион тёмных гор» происходит из-за того, что он находится с северной, «затенённой» стороны хребта Тюгоку, в отличие от «светлых» южных склонов этих гор — региона Санъёдо (яп. 山陽道 Санъё:до:, букв. «Регион светлых гор»).

Карта Японии с выделенным регионом Санъиндо

Регион Санъиндо включает в себя следующие провинции:
- Тамба (яп. 丹波国)
- Танго (яп. 丹後国)
- Тадзима (яп. 但馬国)
- Инаба (яп. 因幡国)
- Хоки (яп. 伯耆国)
- Идзумо (яп. 出雲国)
- Ивами (яп. 石見国)
- Оки (яп. 隠岐国)